# Nižný Hrabovec
Nižný Hrabovec – wieś (obec) na Słowacji, położona w kraju preszowskim w powiecie Vranov nad Topľou. Pierwsza wzmianka pisemna o terenie, na którym leży miejscowość, pojawiła się w roku 1254, zaś o samej wsi w roku 1357. Według danych za dzień 31 grudnia 2016 miejscowość zamieszkiwało 1646 osób, w tym 811 mężczyzn i 835 kobiet.
W miejscowości znajduje się rzymskokatolicki kościół Wniebowzięcia Marii Panny konsekrowany w 1996 roku (stary kościół rzymskokatolicki służy obecnie jako kaplica pogrzebowa) oraz greckokatolicki kościół Zesłania Ducha Świętego z 1825 roku.